# Хилл, Ровена
Ровена Хилл (англ. Rowena Hill; род. 1938, Кардифф) — венесуэльская поэтесса и переводчица британского происхождения.
После Второй мировой войны вместе с семьёй переселилась в Новую Зеландию, где окончила университет. Затем продолжала образование в Италии, где вышла замуж за венесуэльского скульптора. С 1975 года живёт в Венесуэле. Преподавала в Андском университете, в течение многих лет заведовала кафедрой английской литературы. С 1998 года на пенсии.
Опубликовала шесть книг стихов начиная с 1981 года. Автор многочисленных переводов венесуэльской и другой латиноамериканской поэзии на английский язык (в том числе стихотворения Эухенио Монтехо, Игора Баррето, Рафаэля Каденаса). Переводит на испанский язык поэзию народов Азии, в том числе с языка каннада, которым занималась во время стажировки в Индии. На русский язык стихи Ровены Хилл переводил Дмитрий Кузьмин.